# Clive Exton
Clive Exton właściwie Clive Jack Montague Brooks(ur. 11 kwietnia 1930 w Londynie, zm. 16 sierpnia 2007 tamże) – brytyjski scenarzysta.

## Życiorys
W latach 50. XX w. próbował podjąć karierę aktorską. W tym okresie przyjął nazwisko Exton, zaczerpnięte od jednej z postaci z Ryszarda III Szekspira. Nie osiągnął jednak sukcesów i zaczął pisać scenariusze do sztuk telewizyjnych. Sztuka No Fixed Above z 1959 r. zdobyła mu uznanie i zaowocowała stałym kontraktem z telewizją ABC należącą do sieci telewizyjnej ITV. W latach 60. XX w. zekranizowano kilkanaście napisanych przez niego sztuk, jednak dwie z nich, poruszające ważne kwestie społeczne przez pryzmat czarnego humoru: The Trial of Dr Fancy i The Big Eat, z racji nowatorskiego wówczas podejścia i drażliwości poruszanych w nich problemów nie zostały przez kilka lat wyemitowane (w The Big Eat Exton atakował przemysł reklamowy).
Z czasem zaczął pisać scenariusze do seriali telewizyjnych oraz do filmów kinowych – m.in. był współautorem filmów Isadora i Czerwona Sonja (ten ostatni – podczas 10-letniego pobytu w Hollywood). Wielokrotnie adaptował na użytek sceny twórczość literacką. Pisał też scenariusze dla teatru. Pod koniec kariery stworzył scenariusze popularnych seriali telewizyjnych: Poirot (20 odcinków w latach 1989–2001), Jeeves and Wooster (23 odcinki w latach 1990–1993, w 1992 r. dostał nagrodę Gildii Pisarzy za najlepszy serial dramatyczny) czy Rosemary & Thyme (10 odcinków w latach 2003–2006).
Był dwukrotnie żonaty, miał pięcioro dzieci.